# Tettigonia orientalis
Tettigonia orientalis är en insektsart som beskrevs av Boris Petrovich Uvarov 1924. Tettigonia orientalis ingår i släktet Tettigonia och familjen vårtbitare. Inga underarter finns listade i Catalogue of Life.

## Bildgalleri

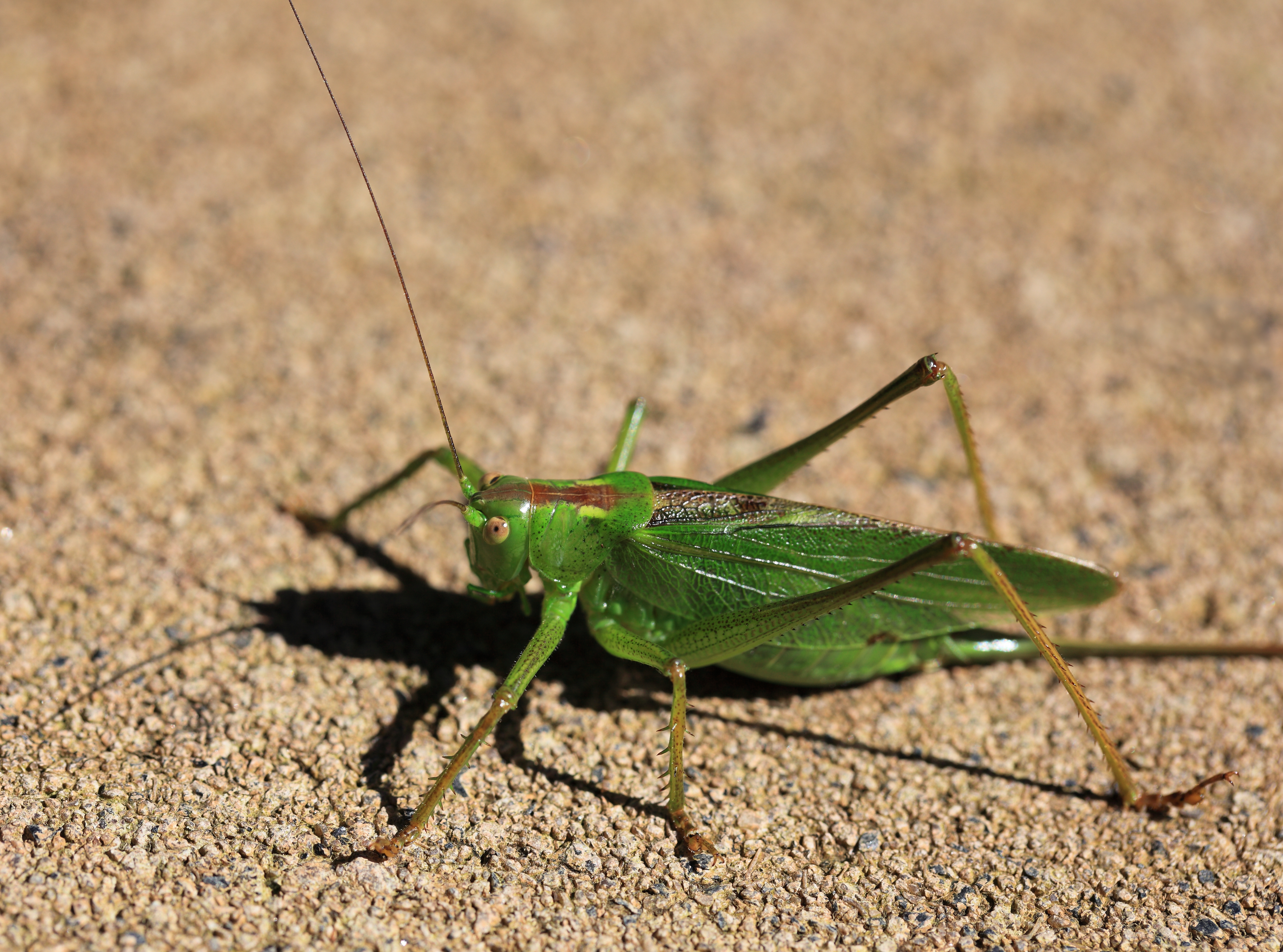
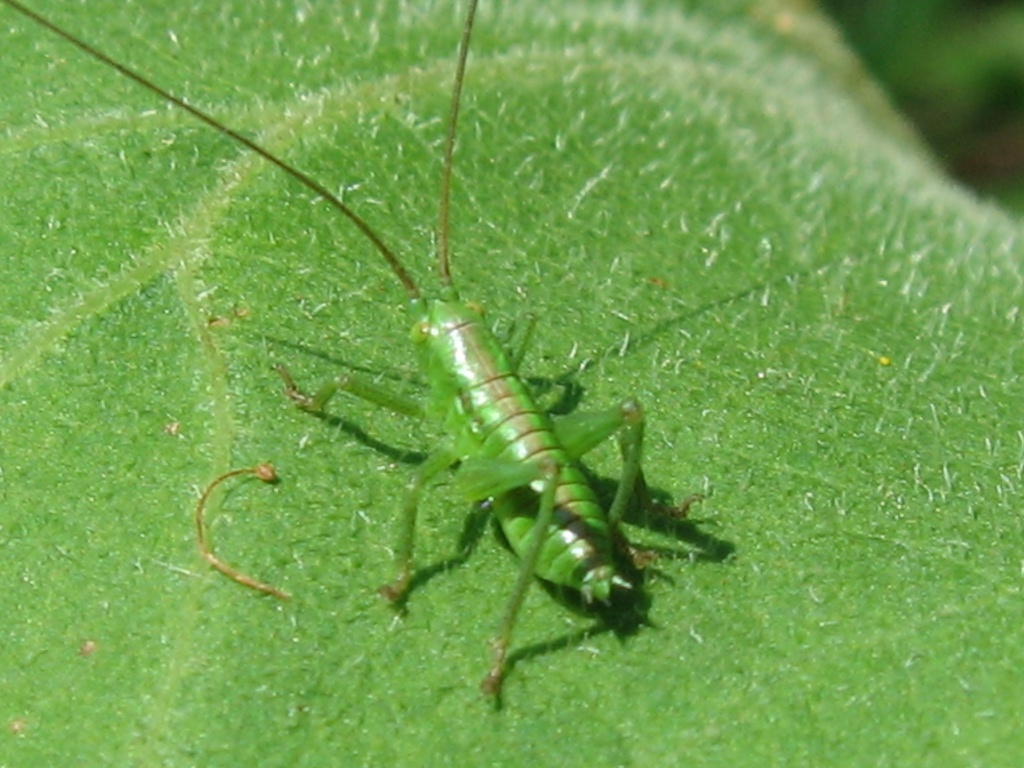